# Sidney M. Gutierrez
Sidney McNeill Gutierrez, född 27 juni 1951 i Albuquerque, New Mexico, är en amerikansk astronaut uttagen i astronautgrupp 10 den 23 maj 1984.

## Rymdfärder
- STS-40[3]
- STS-59[3]